# Acacia theronii
Acacia theronii é uma espécie de leguminosa do gênero Acacia, pertencente à família Fabaceae.